# 黒いダイスが俺を呼ぶ
『黒いダイスが俺を呼ぶ』（くろいだいすがおれをよぶ）1964年10月30日に公開された日本の映画である。モノクロ。81分。監督は井田探、主演は小林旭、日活制作。

## 概要
黒い賭博師シリーズ第2弾。
賭博が元で兄と恋人を失った氷室浩次は二度としないと心に誓うが、善良な人々から金を巻き上げる賭博組織に対して立ち向かうという決意が新たに芽生える。

## キャスト
- 氷室浩次・川野の息子の遺影 ： 小林旭
- 城崎周一： 和田浩治
- 堀茂子：西尾三枝子
- 木原牧子：笹森礼子
- 神戸：井上昭文
- リエ：上月左知子
- 川野カネ： 奈良岡朋子
- バー『クラウン』の歌手： 田端義夫
- 依田：玉川伊佐男
- 富田：弘松三郎
- 堀庄三：河上信夫(河上喜史朗)
- サブ ： 野呂圭介
- 木村： 土方弘
- 堀タカ：新井麗子
- 榊原組幹部：加原武門
- 幸田：山田禅二
- 利子： 進千賀子
- ケン： 井田武(いだたけ志)
- バー『クラウン』の客：伊豆見雄(伊豆見英輔)、千代田弘
- 鉄：河野弘
- 依田の子分： 荒井岩衛、二階堂郁夫、今村弘
- 中山：玉村駿太郎
- 幸田夫人：高田栄子
- 依田の子分：宮川敏彦
- 榊原の子分： 田畑善彦
- バー『クラウン』のバーテン：秋山耕志
- 依田の子分： 倉田栄三
- 榊原の子分： 立川博、沢美鶴
- 茂子の兄：平塚仁郎
- 依田の子分： 水川国也
- バー『クラウン』の客：二木草之助
- バー『クラウン』のホステス：水城英子、樽井釉子、緒方葉子、渡辺節子、和田美登里(和田みどり)
- 依田の子分： 根本義幸
- 川野家の近所の子供：中原剛、増本耕作
- 榊原の子分： 大庭喜儀
- 技斗：高瀬将敏
- 城崎： 伊藤雄之助
- 川野：佐野浅夫
- 榊原：金子信雄

## スタッフ
- 監督 ： 井田探
- 脚本： 山崎巌
- 企画 ： 児井英生
- 原作：野村敏雄（傑作倶楽部所載）
- 音楽： 大森盛太郎
- 助監督 : 手銭弘喜
- 主題歌 : 「さすらい」、「ダンチョネ節」、アキラのソーラン節」: 小林旭、「関東流れもん」、「かえり船」: 田端靖夫

## 同時上映
『敗れざるもの』
- 原作：石原慎太郎 / 脚本：山中恒 / 監督：松尾昭典 / 主演：石原裕次郎